# Antoni Castell de Pons
Antoni Castell de Pons   (Esparreguera, 11 de març de 1819 - Barcelona, 1888) fou un tenor, advocat, polític i viti-vinicultor català.

## Biografia
Fill de Francesc Castell i Posas i d'Isabel de Pons, estudià batxillerat a Cervera i dret a València, on adquirí formació musical, formant part dels concerts del Liceo Valenciano.
Debutà al Liceo Artístico de Madrid amb Norma (1842) i, posteriorment, interpretà Il barbiere di Siviglia i Otello, de Rossini. Durant aquesta època va acumular un gran èxit, arribant a cantar amb Pauline Viardot i a ser reconegut per Luis Carmena y Millán com «un indiscutible talento». El 1843 tornà a Esparreguera per ocupar, durant un breu temps, un càrrec polític.
Es traslladà a París el 1845, on va conèixer el famós baríton Giorgio Ronconi, que li va oferir la possibilitat de cantar en les altes esferes filharmòniques de la ciutat, assolint un èxit brillant. Aquell mateix any se li ofereix l'oportunitat d'estrenar l'òpera Boabdil de Saldoni a Madrid però es va descartar a causa de la impossibilitat d'assolir les dures condicions que va imposar. El 1846, viatjà a Milà, on perfecciona la seva tècnica de cant amb Lamperti, per consell del tenor Giovanni Battista Rubini. Sota el pseudònim de "Palma", va interpretar l'òpera I falsi moneteri a Alexandria i, a conseqüència de l'èxit d'aquesta, va ser contractat al Teatre Ducal de Parma per interpretar Ernani de Verdi. Posteriorment, va actuar a Venècia, Udine i Rovigo, entre d'altres.
De retorn a Barcelona el 1848, va cantar Gemma di Vergy al Liceu amb una gran satisfacció del públic i la crítica. Durant la temporada següent es trasllada a Madrid per cantar al Teatro del Real Palacio, on estrena Ildegonda d'Emilio Arrieta amb l'aprovació de la crítica i, fins i tot, de la mateixa reina Isabel II, que obsequià amb regals els cantants de la representació. Tres anys més tard, estrenà La stranlera de Bellini.
El 1852 es va casar amb Dolors Vraux i Codolar.
Fou diputat provincial i diputat a les corts del Partit Conservador per Igualada a les eleccions generals espanyoles de 1876, i més tard, director general d'Agricultura, Indústria i Comerç.
Com a vinicultor va participar amb èxit a les exposicions de Barcelona (1874, 1877), Madrid (1857, 1874, 1877), París (1867), Viena (1873) i Filadèlfia (1876). El 1878 publicà una Cartilla ilustrada de viticultura y arte de elaborar y tratar debidamente los vinos.